# Mogersdorf
Mogersdorf (maďarsky Nagyfalva, slovinsky Modinci) je městys v rakouské spolkové zemi Burgenland v okrese Jennersdorf. K 1. lednu 2014 zde žilo 1 155 obyvatel. Území obce má rozlohu 12,77 km².

## Historie

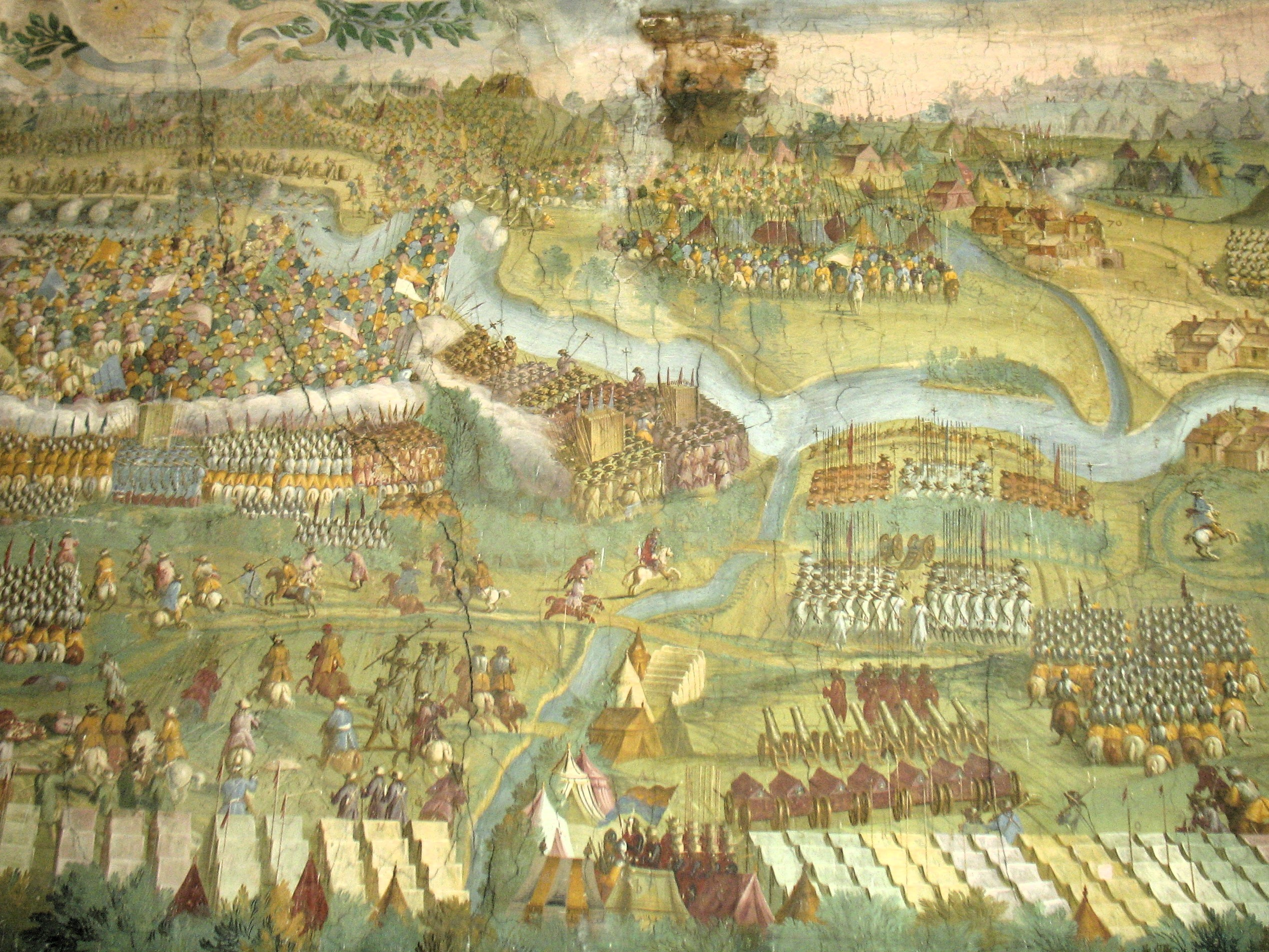
Vyobrazení bitvy u Mogersdofu v interiéru zámku v Lysé nad Labem (detail)

První písemná zmínka o hospodářském dvoře (tzv. grangii) cisterciáckého kláštera sv. Gottharda pod názvem „Nagyfalu“ je v listině papeže Urbana III. z roku 1187.
Dne 1. srpna 1664 se na levém břehu řeky Ráby u Mogersdorfu odehrála slavná bitva. Vojska křesťanské aliance pod vedením hraběte Raimunda Montecuccoliho v této bitvě zvítězila nad zhruba dvojnásobnou přesilou osmanských sil a zabránila tak Turkům v dalším postupu na Vídeň.

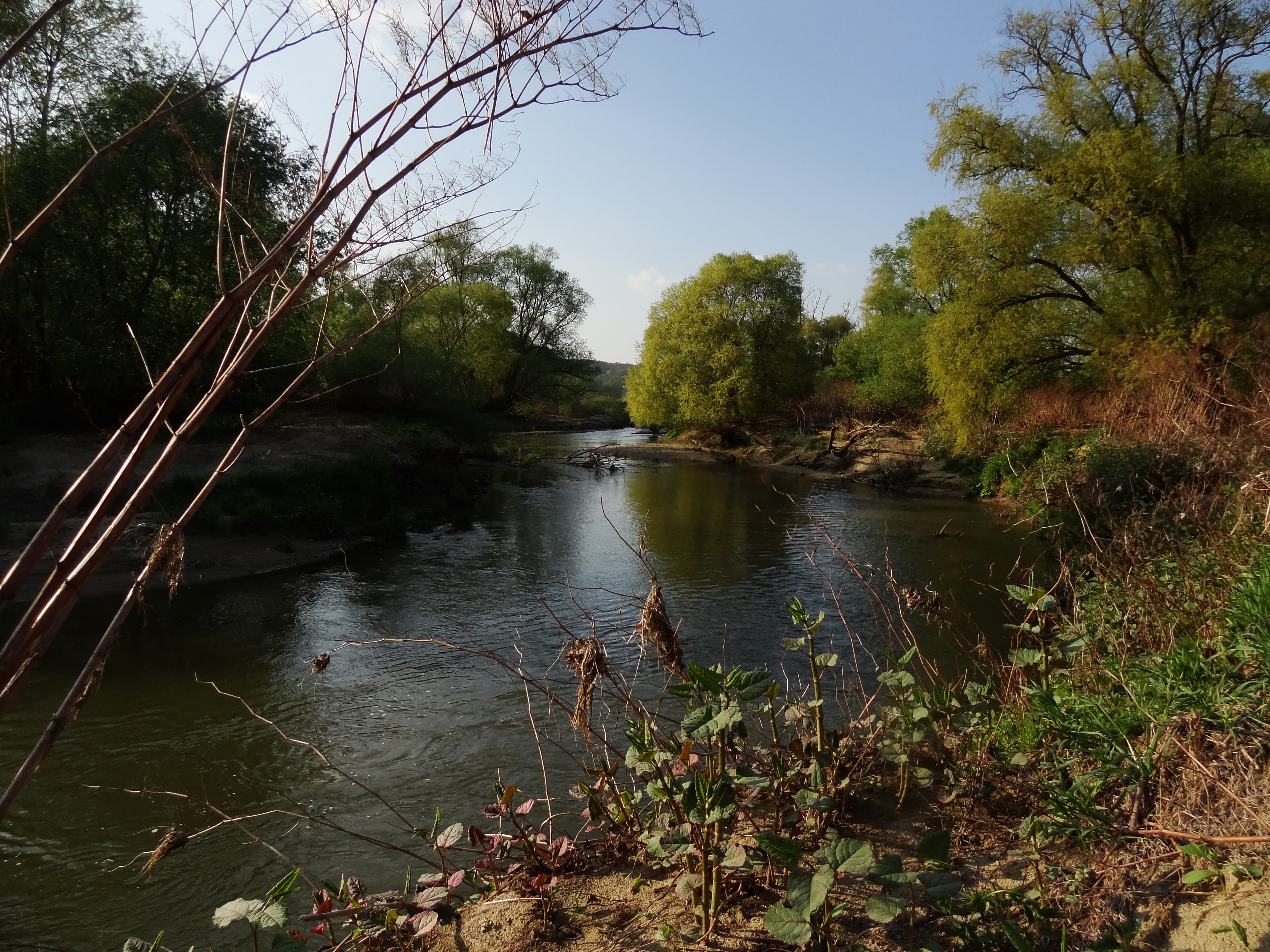
Řeka Rába u Mogersdorfu

K vítězství svým dílem přispěl i velitel jezdectva Jan Špork, kterému poté za vojenské zásluhy císař udělil titul říšského hraběte. Jan Špork se postupně stal jedním z nejbohatších feudálů v Českém království. Jedním z jeho synů byl František Antonín Špork, proslulý mecenáš a milovník umění.
Po skončení první světové války na základě Saintgermainské smlouvy a následné Trianonské smlouvy došlo k posunutí státních hranic a poražené Maďarsko muselo část svého území postoupit sousedním zemím. Mogersdorf se tak stal součástí spolkové země Burgenland, zatímco zhruba dva kilometry vzdálený Szentgotthárd zůstal maďarským městem.